# Aristarainita
L'aristarainita és un mineral de la classe dels borats. Rep el seu nom del mineralogista argentí Lorenzo Francisco Aristarain (1926-), especialitzat en dipòsits de borats.

## Característiques
L'aristarainita és un borat de fórmula química Na₂Mg[B₆O₈(OH)₄]₂(H₂O)₄. Cristal·litza en el sistema monoclínic. Es troba en forma de cristalls tabulars {100} o allargats [010], de fins a 0,4 mil·límetres, i d'altres formes molt menys comunes. També forma agregats en forma de rosetes i crostes eflorescents. La seva duresa a l'escala de Mohs és 3,5. Segons la classificació de Nickel-Strunz, l'aristarainita pertany a «06.FB - Ino-hexaborats» juntament amb la kaliborita.

## Formació i jaciments
Es troba en evaporites i en deus de bòrax del desert. Sol trobar-se associada a altres minerals com: bòrax, kernita, rivadavita, ezcurrita, ameghinita, mcallisterita, kurnakovita, searlesita, probertita, ginorita, tincalconita, ulexita, halita, magnesita, thenardita, blödita, santita, hexahidrita o guix. Va ser descoberta l'any 1973 a la mina Tincalayu, al Salar del Hombre Muerto (Salta, Argentina). També se n'ha trobat a Doğanlar (Emet, Turquia) i a dues localitats nord-americanes: Twenty Mule Team Canyon i Death Valley, ambdues a Califòrnia.